# Verwandlungen
Die Reihe Verwandlungen besteht aus drei Dokumentarfilmen des DEFA-Studios für Dokumentarfilme von Jürgen Böttcher aus dem Jahr 1982.

## Handlung
Eine alte Leidenschaft des Malers Strawalde bestand darin, Kunstpostkarten mit verschiedenen Farben zu übermalen. Der Regisseur Jürgen Böttcher, der mit dem Maler identisch ist, nutzte die Gelegenheit, sich bei dieser künstlerischen Tätigkeit selbst zu beobachten und zu filmen. Somit gibt er dem Betrachter die Möglichkeit, ihm beim Spiel mit der Wirklichkeit zuzuschauen. Das gelingt, da er immer wieder mit anderen Farben die Ausgangsbilder verwandelt, so dass sie in einem neuen Licht erscheinen. Die Übermalungen führen häufig zu grotesk-spielerischen Veränderungen, die mitunter zu grusligen Metamorphosen werden. Diese experimentellen Filme kommen ohne jeglichen Kommentar aus, jedoch untermalen Tongeräusche ergänzend die Filme.

### Verwandlungen, Teil 1: Potters Stier
(16 Minuten)

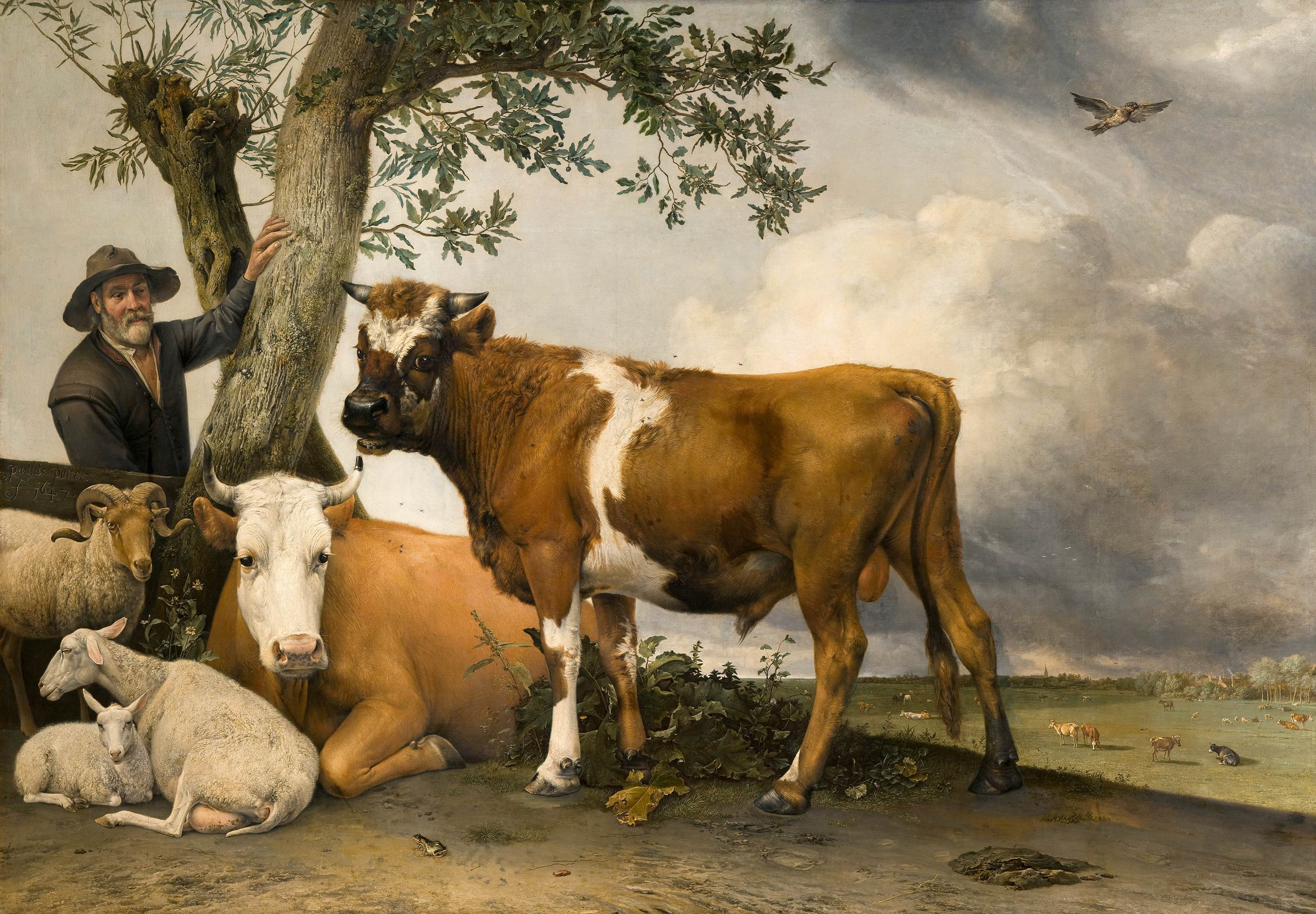
Der Stier, Mauritshuis Den Haag

Das Motiv der ersten Kunstpostkarte stellt das Gemälde Der Stier von Paulus Potter dar. Zu Beginn kann man den Pinsel beobachten, wie er die Originaldarstellung auf vielen Karten verfremdet, während anschließend in den meisten Fällen die fertigen Produkte zu sehen sind. In einigen Sequenzen dienen Filmausschnitte dazu, mit untergelegten Aufnahmen von einem Fußballspiel, einer weiblichen Person oder auch eines Autos vom Typ Trabant, das Bild des Gemäldes zu verändern.

### Verwandlungen, Teil 2: Venus nach Giorgione
(21 Minuten)

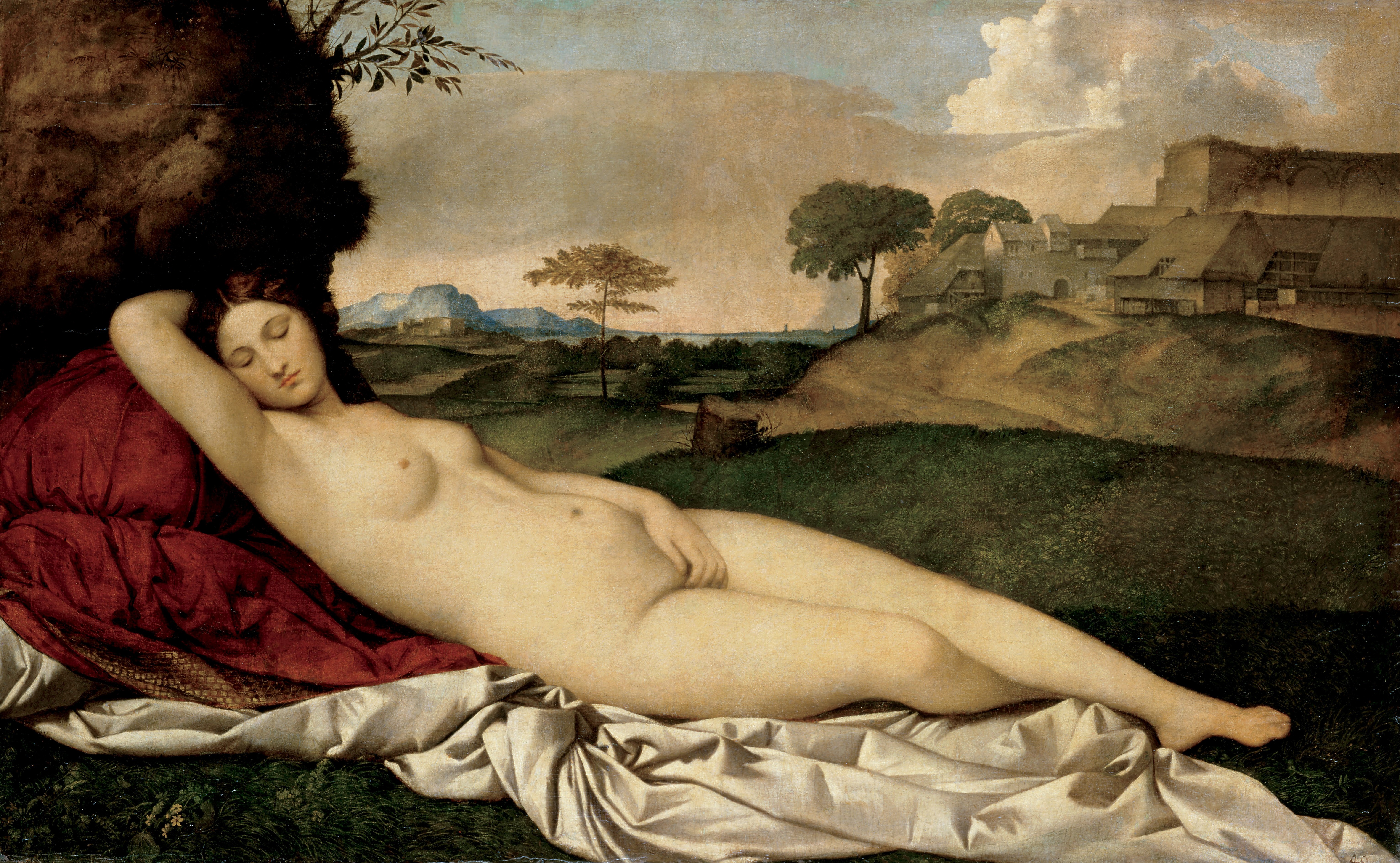
Schlummernde Venus, 1510, Gemäldegalerie Alte Meister Dresden

In einer Neubausiedlung mit Plattenbauten steht der Maler Strawalde auf einem künstlerisch gestalteten Balkon und blättert in einem Stapel Kunstpostkarten, bis er die Schlummernde Venus von Giorgione in die Kamera zeigen kann. Dies ist sein nächstes Objekt, um es, auf immer wieder neuen Karten, zu übermalen. Doch reicht ihm dieses Mal das eine Motiv nicht aus und er entscheidet sich zusätzlich für das Gemälde Ländliches Konzert des gleichen italienischen Malers. Aufgelockert wird diese Tätigkeit, bei der er nicht selbst zu sehen ist, durch Filmaufnahmen von einer jungen Frau, vom Neubaugebiet, eines Motorrads vom Typ MZ sowie zahlreiche Filmaufnahmen, die durch die bearbeiteten Bilder überlagert werden.

### Verwandlungen, Teil 3: Frau am Klavichord
(17 Minuten)

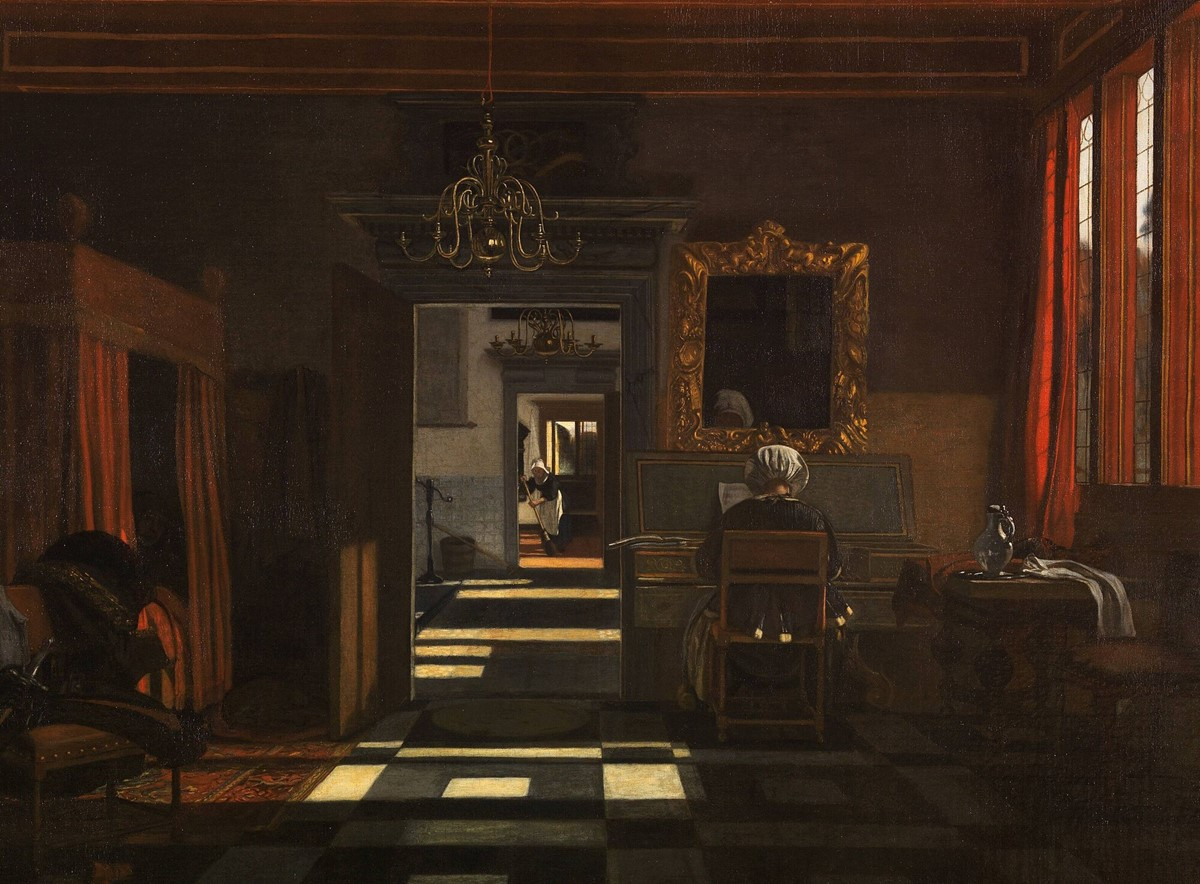
Frau am Klavichord, Museum Boijmans Van Beuningen Rotterdam

Das Motiv der Kunstpostkarte im dritten Film gibt das Gemälde Frau am Klavichord von Emanuel de Witte wieder. Auch hier bearbeitet er die Kunstpostkarten, diesmal durch viele andere Motive ergänzt, wieder mit seinem Tuschepinsel und überlagert sie mit Filmausschnitten und anderen Bildern. 

## Produktion
Die drei Filme der Reihe Verwandlungen wurden in der Künstlerischen Arbeitsgruppe Kontakt des DEFA-Studios für Dokumentarfilme auf ORWO-Color hergestellt und hatten ihre erste nachweisbare gemeinsame Aufführung am 15. November 1982 im Haus der Studiofilme, der Wiederaufführungen und des Camera-Programms, dem Berliner Kino Babylon. Eine ebenfalls alle drei Filme umfassende Ausstrahlung im Fernsehen, erfolgte am 18. Juni 1991 im Programm von N3.

## Kritik
Das Lexikon des internationalen Films schreibt, dass die Filme, in der Art von Undergroundfilmen, mit geringem Aufwand gedreht wurden. Dabei wurde mit großer Raffinesse der Zustand der Eingrenzung festgehalten und überschritten.